# Janse Bagge Bend
De Janse Bagge Bend (JBB) is een Limburgse band uit Susteren die in 1979 werd opgericht.

## Geschiedenis
JBB is begonnen als dweilorkest (ook wel "zaate hermenie") Aspro Broesj (letterlijk: "Aspro Bruis") tijdens de carnaval. In 1979 speelde de zaate hermenie, maar nu met twee elektrische gitaren en de dikke trom ingewisseld voor drums, tijdens de jaarlijkse jamsessie in het jongerencentrum Tsjé.
Het optreden bestond uit één dialectnummer, waarin de totale middenstand van Susteren werd bezongen: de friettenten en de Chinees.
In 1982 trad de JBB op in Tsjé tijdens opnamen voor het radioprogramma KRO's Noenshow.JBB speelde onder andere het nummer "Sollicitere", geschreven door bassist Evert Masthoff op de muziek van Gimme Some Lovin' van The Spencer Davis Group. Diskjockey Hubert van Hoof adviseerde de Janse Bagge Bendeleden om het nummer op plaat te zetten.
Naar aanleiding hiervan werden er afspraken gemaakt met platenmaatschappij Marlstone in Maastricht. "Sollicitere" en "'t Knôn oppe mèrt" worden opgenomen. De single trok de aandacht van Frits Spits. Hij draaide het nummer in zijn programma De Avondspits.
In januari '83 bereikte Sollicitere binnen drie weken de Nederlandse Top-tien, met als hoogste notering plaats 8. In België werd een 15e plaats gehaald.
Er volgden diverse tv-optredens, onder andere bij Los/Vast, Toppop en Nederland Muziekland.
In 1983 werd met enige dwang aan Pinkpopbaas Jan Smeets te verstaan gegeven dat hij dat jaar niet om Janse Bagge heen zou kunnen, omdat er al meer dan 40.000 singles verkocht waren van "Sollicitere". Op 23 mei 1983 trad JBB -in het Burgemeester Damensportpark Geleen- voor het eerst op tijdens Pinkpop.

## Recente jaren
Na het optreden op Pinkpop volgden een aantal succesvolle jaren. Optredens werden een jaar vooruit vastgelegd en vonden vaak plaats in grote feesttenten. Toch heeft de band tot nu toe steeds ervoor gekozen niet vaker dan 25 maal per jaar op te treden. Tussendoor werden nog enkele lp's/cd's opgenomen.
Tot grote hits is het na "Sollicitere" niet meer gekomen. De gekte om optredens werd wat minder. De band nam afscheid van de grote shows in grote tenten en ging spelen in een intieme setting; kort op het publiek met interactie die tijdens grote concerten niet goed te realiseren was. Dit werd door JBB het “Kort bie d’n Tap” (dicht bij de tap) concept genoemd.
Omwille van rechtenkwesties op Janse Bagge-nummers werd het pas in 2007 mogelijk om een live cd uit te brengen.
In december 2007 speelde de band in de schouwburg van Sittard in een aangepaste setting voornamelijk de rustigere nummers van de band. Gedeeltelijk akoestisch maar vooral heel "klein". Het optreden van die avond werd een jaar later uitgebracht op de tweede live cd: Janse Bagge op 't Pluusj. Nadien zijn er alleen een aantal nummers via hun site verschenen die voor een ieder te downloaden zijn: "Kesjketoe" en "Awt en Versjlete". "Neit draan gewaes" is ook alleen als download te krijgen maar dan via de officiële platenmaatschappij Music Machine.
In 2019 viert de band zijn 40-jarig bestaan met speciale theateroptredens en een nieuwe CD getiteld "Veertig", deze werd tevens ook op LP en  muziekcassette uitgebracht.
In 2020 bracht het Limburgse duo  Pruuf Mar een cover uit van het lied de Mek.

## Repertoire
Het repertoire van Janse Bagge behandelt onder andere: racisme, werkloosheid, de vergeten helden zoals Jan Palach, en de waanzin van "het dragen van merkkleding" en de gevolgen daarvan. De laatste jaren komen teksten voor over controversiële kwesties die in de samenleving leven; "Neit draan gewaes" gaat over seksueel misbruik binnen de Rooms-Katholieke Kerk, "Awt en Versjlete" geeft stof tot denken over euthanasie en zelfbeschikking.

## Discografie
Singles op vinyl, cd en download
| A-Kant                                         | B-Kant                      | Jaar | Soort          |
| ---------------------------------------------- | --------------------------- | ---- | -------------- |
| Sollicitere                                    | Knon oppe Mert              | 1983 | Vinyl (Single) |
| De Mek                                         | Amelberga                   | 1983 | Vinyl (Single) |
| Proemevlaai                                    | Ken Ken                     | 1983 | Vinyl (Single) |
| Es de ROZ geit                                 | Cabaret                     | 1983 | Vinyl (Single) |
| Knon oppe Mert                                 | De Mek                      | 1984 | Vinyl (Single) |
| Kommer en Kwel                                 | Zjwart                      | 1985 | Vinyl (Single) |
| De Sjlaag om de Koppeleberg                    | Zjwart                      | 1985 | Vinyl (Single) |
| Nuj Helde                                      | Bloewz                      | 1986 | Vinyl (Single) |
| Awpatsje                                       | Hondsjkloate                | 1987 | Vinyl (Single) |
| Sollicitere                                    | De Sjlaag om de Koppeleberg | 1988 | Vinyl (Single) |
| Klop dich mer ein eike                         | Dombo Limbo                 | 1988 | Vinyl (Single) |
| Prins Dzjah d'n 1ste                           | Prakkezere                  | 1989 | Vinyl (Single) |
| Bonanska                                       | Choudounska                 | 1992 | CD (Single)    |
| Falderaaaaaahhh!                               | Prins Dzjah d'n 1ste        | 1994 | CD (Single)    |
| Raegejas                                       | Taegewendj                  | 1995 | CD (Single)    |
| 15 Joar Janse Bagge (Sollicitere Re-mix)       | De(r) F(r)itz               | 1995 | CD (Single)    |
| Interactief gedeelte (voorloper van Bekiek 't) | Sjoan Bein                  | 1998 | CD (Single)    |
| Hae Is Neit Draan Gewaes                       |                             | 2010 | Download       |
| Kesjketoe                                      |                             | 2012 | Download       |
| Awt en Versjlete                               |                             | 2013 | Download       |
| Kump nog get                                   |                             | 2020 | Download       |

LP's / CD's
| Titel                                            | Aantal nummers  | Jaar | Soort          |
| ------------------------------------------------ | --------------- | ---- | -------------- |
| Flazjelettentaere                                | 12              | 1983 | LP             |
| Flazjelettentaere                                | 12              | 1983 | CD             |
| Totzekotze                                       | 12              | 1987 | LP             |
| Totzekotze                                       | 12              | 1987 | CD             |
| Hie Vrieve                                       | 16              | 1990 | MC             |
| Hie Vrieve                                       | 16              | 1990 | CD             |
| Flazjelettentaere                                | 12              | 1991 | CD             |
| Totzekotze                                       | 12              | 1991 | CD             |
| Branje en Sjnirke                                | 11              | 1994 | CD             |
| Bekiek 't                                        | 6 + Interactief | 1998 | CD             |
| Alle 13 Good! en ein zelfs nog beter             | 14              | 2007 | CD             |
| Janse Bagge Bend - Laif - De sjlaag om Ernesto´s | 14              | 2007 | Live CD        |
| Janse Bagge op 't Pluusj                         | 10 + Videotrack | 2008 | Live CD        |
| Janse Bagge Bend - Veërtig                       | 8               | 2019 | CD             |
| Janse Bagge Bend - Veërtig                       | 8               | 2019 | LP             |
| Janse Bagge Bend - Veërtig                       | 8               | 2020 | cassettebandje |

## Coverlijst
| JBB Titel                    | Originele Titel                                      | Artiest en/of Band              |
| ---------------------------- | ---------------------------------------------------- | ------------------------------- |
| Sollicitere                  | Gimme Some Lovin'                                    | The Spencer Davis Group         |
| Knon oppe Mert               | Guns of Navarone                                     | The Skatalites                  |
| de Mek                       | Land of a thousand dances                            | Chris Kenner, Wilson Pickett    |
| Amelberga                    | Dance Cleopatra                                      | Prince Buster                   |
| Proemevlaai                  | Gloria                                               | Them                            |
| Ken Ken                      | Cancan                                               | Offenbach / Traditional         |
| Es de ROZ geit               | De bom                                               | Doe Maar                        |
| Zjwart                       | She’s Lookin’ Good                                   | Wilson Pickett                  |
| Koppeleberg (de Sjlaag)      | Battle of Brisbane                                   | The Pogues                      |
| Nuuj Helde                   | No More Heroes                                       | The Stranglers                  |
| Bloewz                       | Mannish Boy                                          | Muddy Waters                    |
| Aw Patsje                    | Apache                                               | The Shadows                     |
| Hondsjkloate                 | Wrong 'Em Boyo                                       | The Clash                       |
| Klop dich mer ein eike       | Free Town                                            | Ram Jam                         |
| Dombo Limbo                  | La Bamba                                             | Ritchie Valens                  |
| Prakkezere                   | A Rainy Night in Soho                                | The Pogues                      |
| Bonanska                     | Thema Bonanza                                        | Traditional / diverse artiesten |
| Choudounska                  | Festwiespolka                                        | Traditional / diverse artiesten |
| Falderaaaaaah                | Happy Wanderer                                       | Brave Combo                     |
| Raegejas                     | Real Real Gone                                       | Van Morrison                    |
| Taegewendj                   | Land unter                                           | Herbert Grönemeyer              |
| Der Fritz                    | der Treu' Husar                                      | Brave Combo                     |
| Sjoan Bein                   | Time Bomb                                            | Rancid                          |
| Weer zeen Janse Bagge        | We are Urban Heros                                   | Urban Heroes                    |
| Raegan                       | Marmor, Stein und Eisen bricht                       | Drafi Deutscher                 |
| Sjtrauss                     | A message to you Rudy                                | The Specials                    |
| de Keuring                   | Present Arms                                         | UB40                            |
| Sjtinkkiës                   | Geno                                                 | Dexys Midnight Runners          |
| Ich houw aaf                 | Comme d'habitude                                     | François-Revaux-Thibault        |
| Miss verkeze                 | Go for it                                            | Joe Jackson                     |
| Fiëste wie de Biëste         | Fiesta                                               | The Pogues                      |
| Verlaege                     | Dicke                                                | Marius Müller-Westernhagen      |
| Blief bie de Mam             | Stand by your man                                    | Tammy Wynette                   |
| Branje en Sjnirke            | I'll rather go to hell, than spend eternity with you | Macavity's Cat                  |
| Dae kas (mot gaeve)          | 25 or 6 to 4                                         | Chicago                         |
| Mögke                        | Hold on I'm coming                                   | Sam & Dave                      |
| Waat höbs doe                | You don't know like I know                           | Sam & Dave                      |
| Knoake-hel                   | Die Härte                                            | Herbert Grönemeyer              |
| Woorom nuchter               | What's the use of getting sober                      | Joe Jackson                     |
| Piersing                     | What happened to you?                                | The Offspring                   |
| Tösje de lakes               | Halt mich                                            | Herbert Grönemeyer              |
| de Baas                      | I've been working too hard                           | Southside Johnny                |
| Kiek oet                     | Sell out                                             | Reel Big Fish                   |
| Heives                       | In Heaven There Is No Beer                           | Brave Combo                     |
| Lola                         | Lola                                                 | The Kinks                       |
| 40 Jaore Bagge               | Asphaltpirate                                        | BAP                             |
| Dae Is Neit Draan Gewaes     | She Has A Girlfriend Now                             | Reel Big Fish                   |
| Kesketoe                     | Borriquito                                           | Peret                           |
| Kump nog get                 | Forward to the Future                                | Orange County Supertones        |
| Rollator                     | Te tirare del altar                                  | Los Fabulosos Cadillacs         |
| Paradies                     | Hinter dem burnout                                   | Flo Mega & the Ruffcats         |
| Awt en versjleete            | Oud en Versleten                                     | Yevgueni                        |
| Doe en dich en auch mit mich | Brown Eyed Girl                                      | Van Morrison                    |
| Aw ambachte                  | Janse Bagge Bend                                     | Henk Steijvers                  |
| Blie Leidje                  | Jackie Wilson said                                   | Van Morrison                    |